# Mathieu Salneuve
Mathieu Salneuve est un magistrat et homme politique français, né le 15 janvier 1815 à Aigueperse (Puy-de-Dôme) et décédé le 17 septembre 1889 à Vensat (Puy-de-Dôme).

## Biographie
Mathieu Salneuve appartient à une famille de juristes d'Aigueperse. Son père, Antoine (1792-1869), a été juge de paix d'Aigueperse à partir de 1833. Sa mère, Françoise Fanny Gilhard, est la fille d'un autre juge de paix d'Aigueperse, Mathieu Marie Gilhard (1765-1832), prédécesseur d'Antoine Salneuve. Son grand-père paternel, Jean-Baptiste Salneuve (1750-1794), avocat, a été commandant de la garde nationale d'Aigueperse, mais, révolutionnaire modéré, il fut dénoncé par les Jacobins, transféré à Paris et guillotiné le 15 juillet 1794.
Il obtient son doctorat en droit à Paris, devient avocat à Riom en 1841, puis magistrat en 1847. En 1865, il est vice-président du tribunal de Clermont-Ferrand, et refuse de condamner des journaux républicains. Après le 4 septembre 1870, il refuse le poste de procureur général. Aux élections de février 1871, il obtient un grand nombre de voix sans être candidat. Il est élu représentant du Puy-de-Dôme lors des élections complémentaires du 2 juillet 1871. Il siège au groupe de la Gauche républicaine. Il est sénateur du Puy-de-Dôme de 1876 à 1889, siégeant à gauche.

## Sources
- « Mathieu Salneuve », dans Adolphe Robert et Gaston Cougny, Dictionnaire des parlementaires français, Edgar Bourloton, 1889-1891 [détail de l’édition]